# Desmiphora digna
Desmiphora digna là một loài bọ cánh cứng trong họ Cerambycidae.